# Доходный дом И. Ф. Нейштадта
Доходный дом И. Ф. Нейштадта — здание в центре Москвы (ул. Большая Ордынка, д. 9, стр.2). Доходный дом в неоклассическом стиле выл построен в 1915 году архитектором К. А. Дулиным по заказу купца И. Ф. Нейштадта. Имеет статус объекта культурного наследия регионального значения.

## Архитектура
Доходный дом И. Ф. Нейштадта своим парадным фасадом выходит на изгиб Черниговского переулка. Он занимает относительно небольшой участок и имеет Т-образную форму. Главный фасад доходного дома богато декорирован в неоклассическом стиле с элементами античной архитектуры. Третий и четвёртый этажи объединены изящной колоннадой из трёхчастных колонн и пилястр коринфского ордера. Колонны увенчаны капителями с завитками. В простенках между окнами третьего и четвёртого этажа — барельефы, изображающие музыкантов. Плавность линиям фасада придают выступающие балконы-эркеры. Пятый этаж также декорирован пилястрами. Его полуциркульные окна увенчаны белокаменными архивольтами, над которыми помещены рельефные композиции с изображением античных персонажей. Шестой этаж отделён от пятого классическим фризом, на котором в завершениях вертикальных визуальных осей установлены декоративные вазоны. На втором этаже размещены балконы с двойными колоннами и пилястрами. Они как будто поддерживают эркеры и колоннаду третьего-четвёртого этажей. Фасад доходного дома завершает треугольный фронтон.
Достаточно хорошо сохранились интерьеры дома. Ступени парадной и чёрных лестниц выложены натуральным камнем. Лестничные марши оформлены металлическими решётками со стилизованными арфами, что перекликается с отделкой фасада.

## Галерея

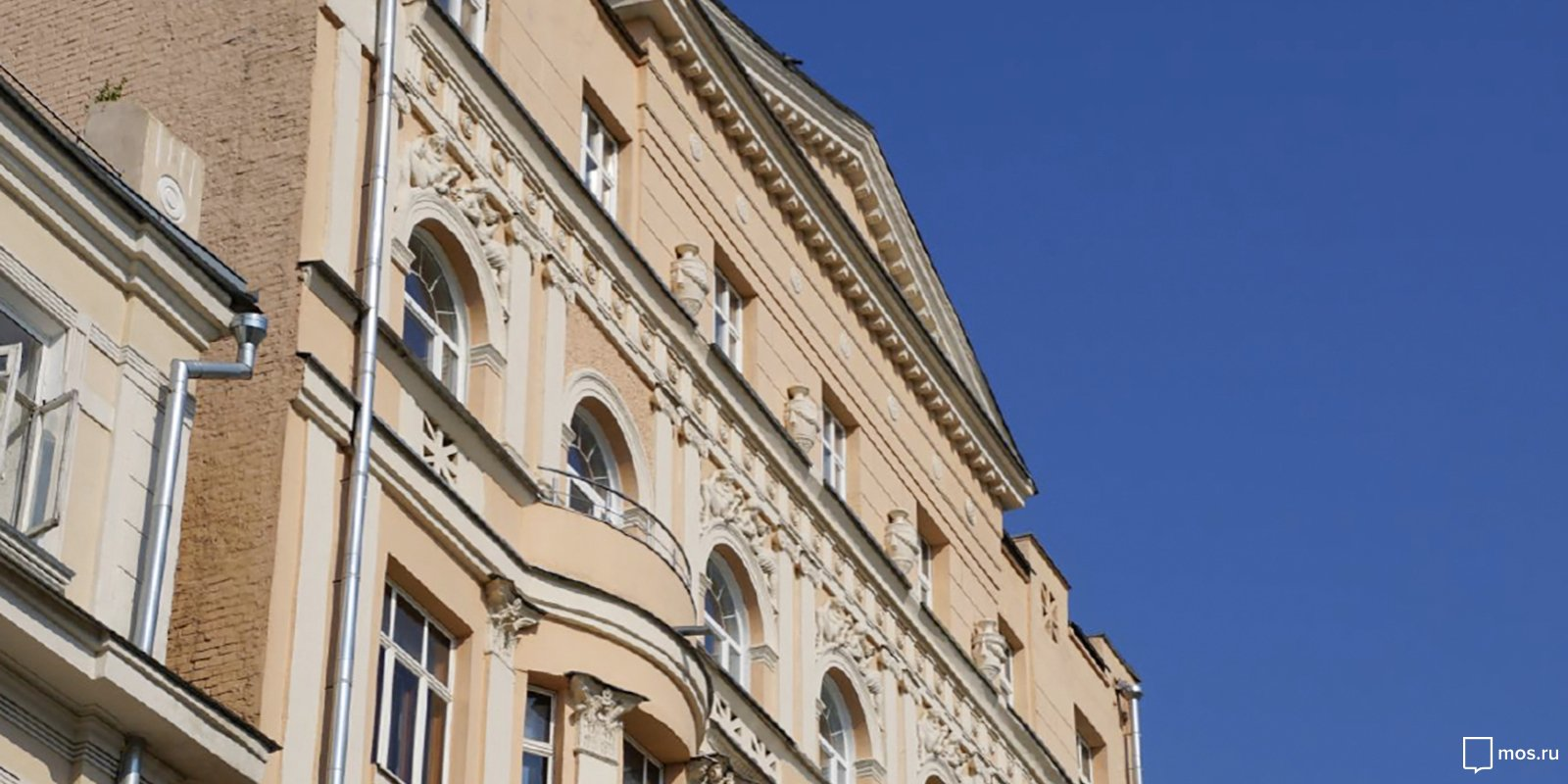
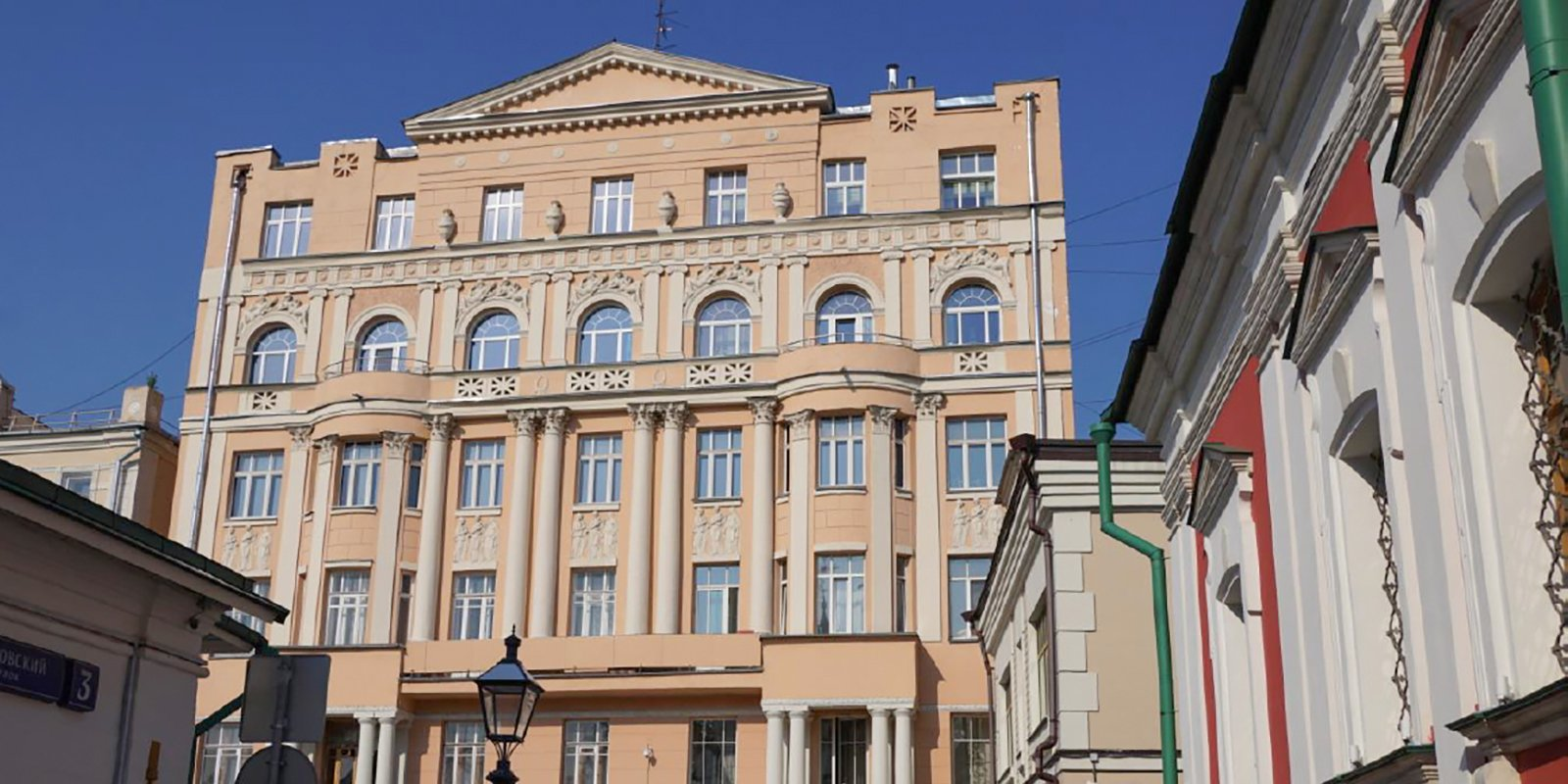
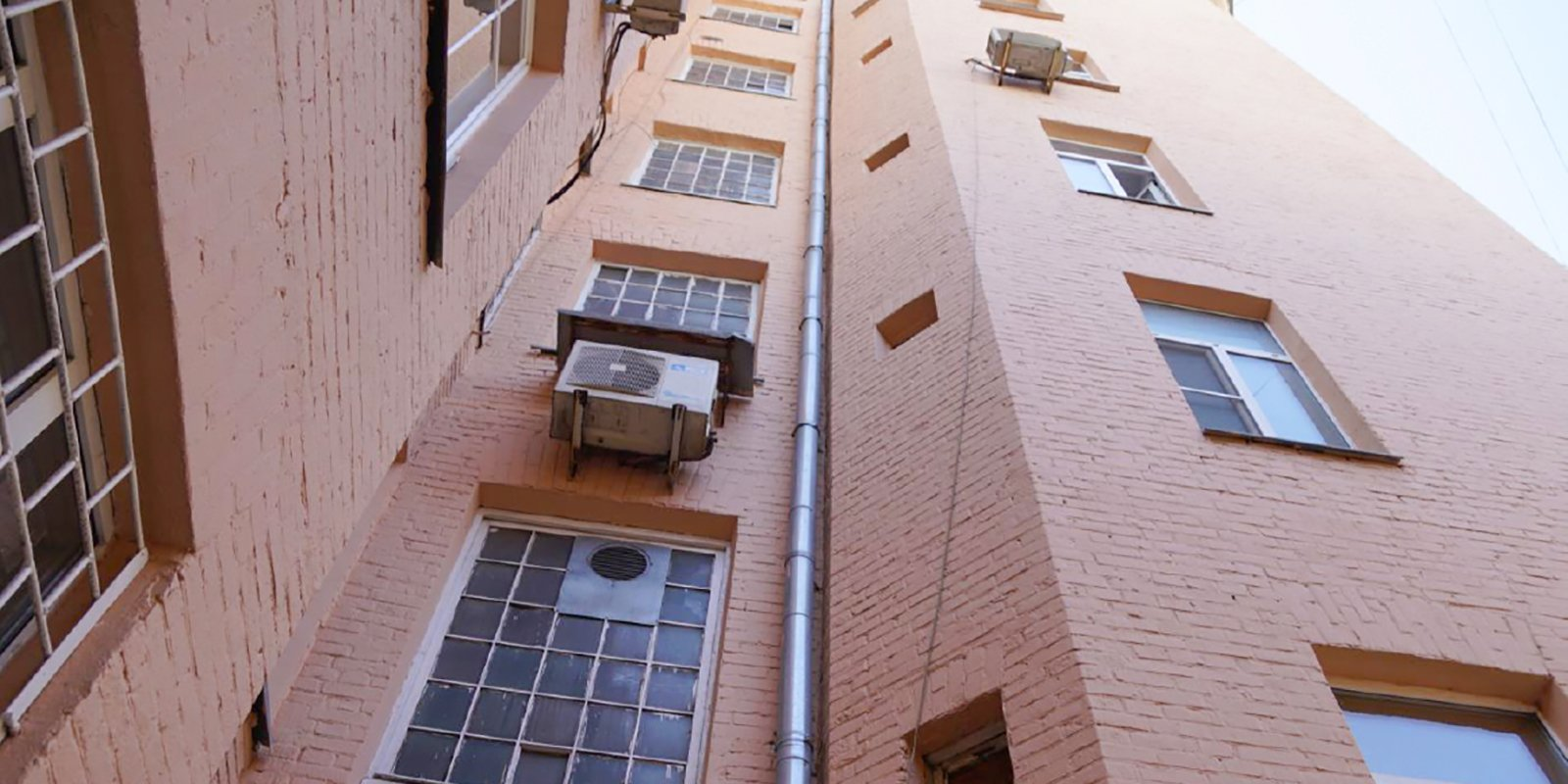
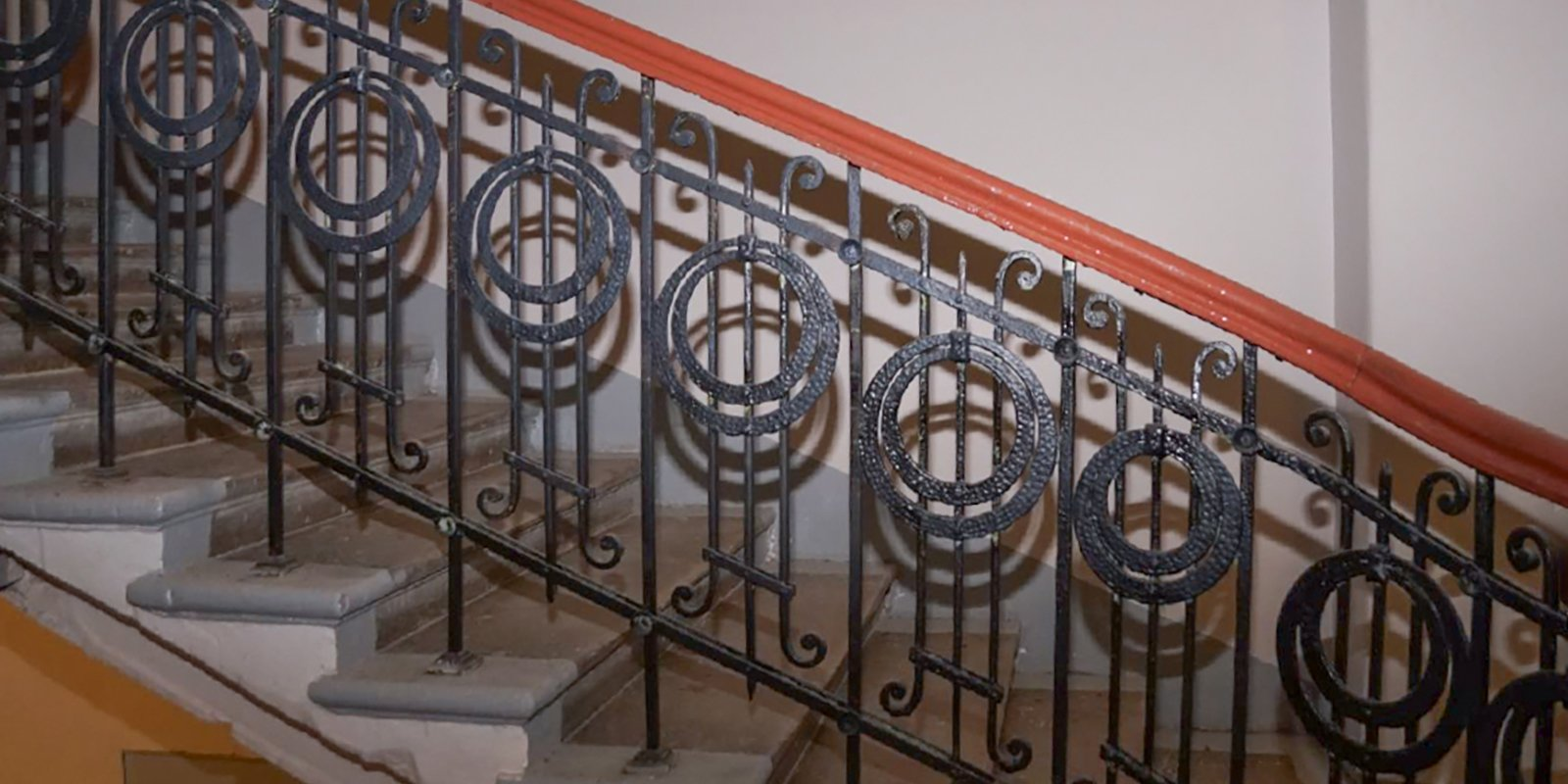
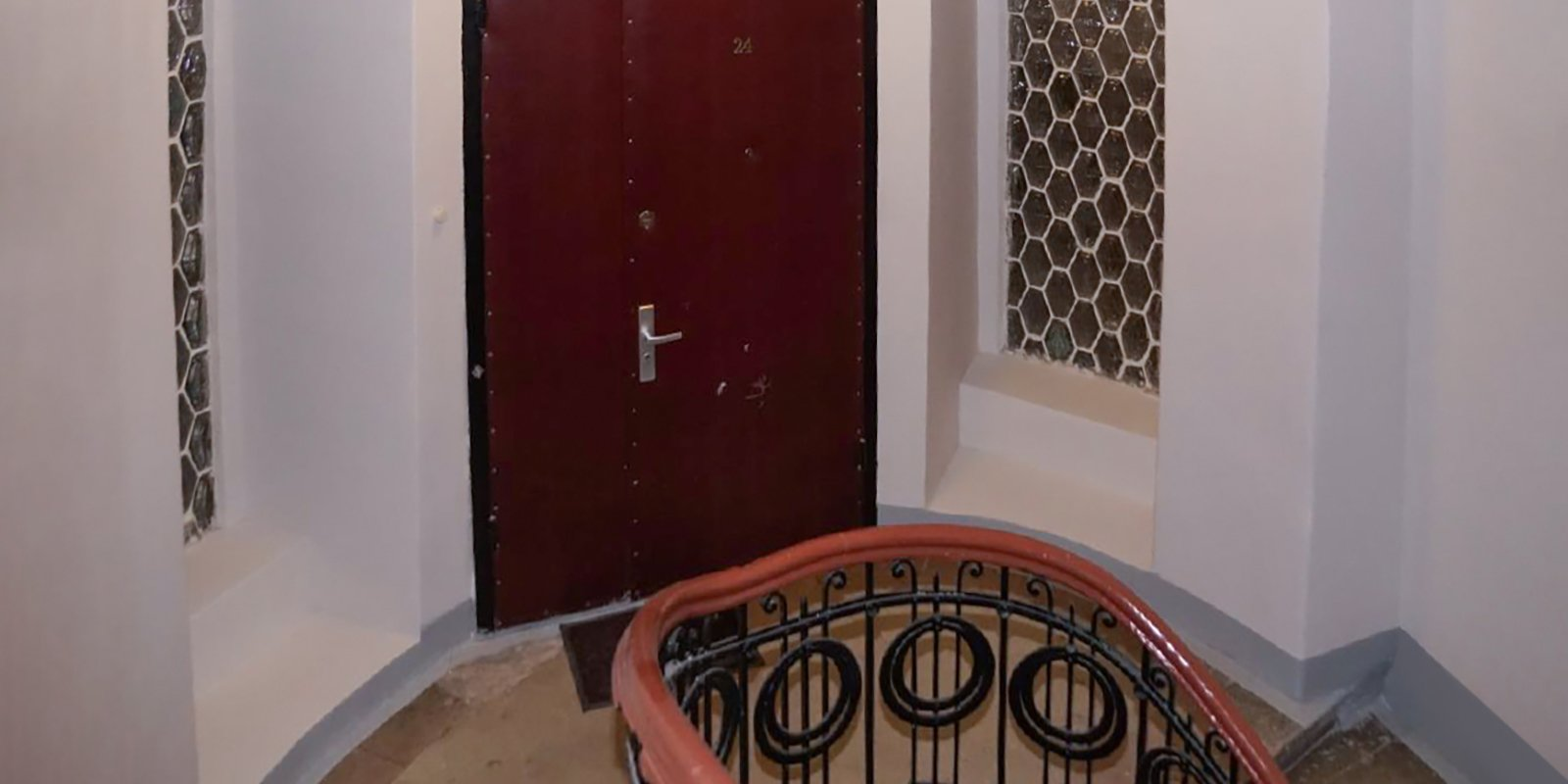
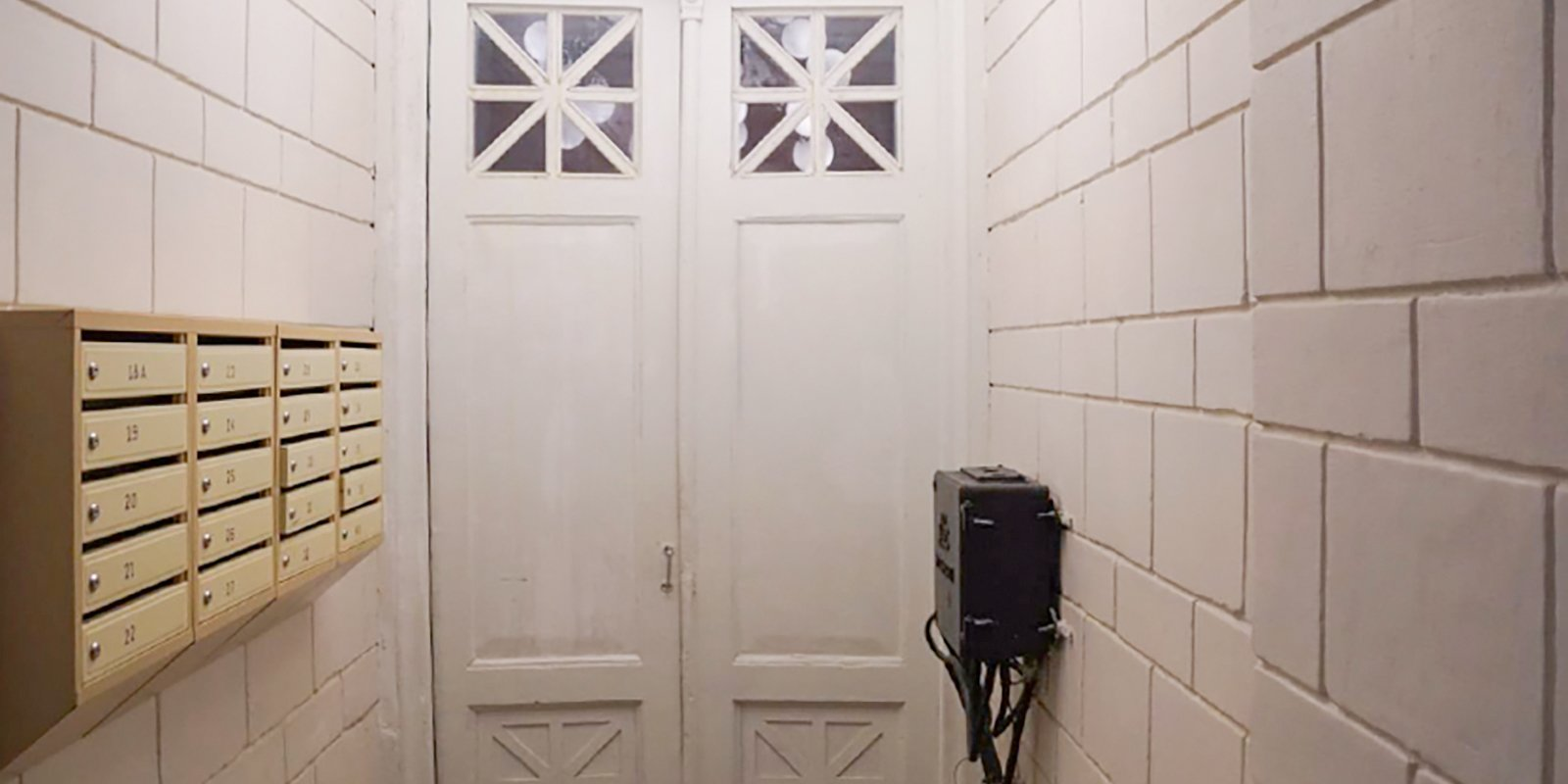